# 万能町
万能町（まんのうちょう）は、鳥取県米子市の町名。郵便番号683-0065（米子郵便局管区）。

## 地理
東部を国道180号が通り、JR米子駅と接する。全域が商業地域となっている。

## 歴史
明治35年（1902年）の米子駅開設により駅前に発達した町である。大正4年（1915年）、茶町、日野町、道笑町の各一部によって形成された。
町名は、万能神社があることに由来する。大正2年（1913年）、駅前の「記念道路」と道笑町二丁目地内の国道19号とを結ぶ万能町通線の工事が着工され、同3年完成したが当時この工事に対し茶町、日野町、道笑町一丁目の住民は「新道の開設によって繁栄が奪われる」として反対運動をしたといわれる。
昭和10年（1935年）一部が明治町・弥生町となり道笑町2丁目・日野町の各一部を合併した。

## 政治

### 区長
町村制第六十八條に依り區を設け各區に區長及區長代理者一名宛を置き、各其の任期を四ヶ年とし區域の大小により區長には一ヶ年最低十圓より最高二十圓迄、區長代理者は一様に年額三圓の報酬を支給した。
当選
- 大正4（1915）年中當選

万能区 加藤豊吉
市制第八十二條に依り區を劃し區長及區長代理者各一名を置き任期は四ヶ年とし、報酬は區長年額最低四圓最高十五圓、區長代理者は二圓乃至三圓である。
- 昭和2（1927）年中當選

万能 加藤豊吉
- 昭和6（1931）年中當選

万能 加藤章
- 昭和10（1935）年中當選

万能 小泉清三郎

## 商工業

### 店・企業
町成立後、間もない大正6年（1917年10月）『陰陽八郡郡勢一班』によると、所得額千円以上の者はみられず、国税営業税二十円以上納入者として、請負業（武井久造）、料理業（錦魚亭、後に道笑町二丁目に編入）の名がみえ、他に会社として山陰果実株式会社、西伯米券倉庫株式会社（伯耆農業倉庫）が記されている。
大正7年（1918年）には、米子商事合資会社（仲立業、出資金三千円、古沢民次郎）、小泉履物製造工場（職工数十人）、同12年には山陰タクシー自動車商会、サン自動車商会、同14年には日本産業貯蓄銀行米子支店が次々と設立されている。
大正11年（1922年10月）『西伯之資力』によると、地価二百円以上納入者として、小泉清三郎（履物製造、九百九十六円八十八銭）、河原仁十（魚類問屋業、四百七十八円五十四銭）の二人がみえ、所得税納入者は十七人、国税営業税納入者として次の十七人の名が記されている。
- 田子吉三郎（四百七十四円）
- 加藤豊吉[5]（百二十五円）
- 小泉清三郎（百二十一円）
- 河原仁十（七十円）
- 大生合名会社（六十七円）
- 岡房市（五十円）
- 福島啓太郎（三十円）
- 山崎久作（二十円）
- 常田孝治（十九円）
- 赤井熊太郎（十八円）
- 藤丸スマ（十五円）
- 北村正一（十五円）
- 坂本えい（十一円）
- 大村勝次郎（十二円）
- 山本隆一（九円）
- 出島鉄郎（八円）
- 原田栄太郎（八円）

一方、大正12年（1923年5月）『地方案内-三町国税商工名鑑』によると、次の21人が挙げられている。
- 出島鉄郎（薬種）
- 堀井精（売薬）
- 大島熊太郎（菓子）
- 安食市三郎（呉服）
- 赤井熊太郎（材木器具）
- 坂本えい（古着履物）
- 北村正一（金物）
- 原田栄太郎（自転車鍍金）
- 岡房市（建築請負）
- 河原仁十（生魚・魚類問屋業）
- 加藤豊吉[5]（煉瓦・土管・セメント）
- 加藤権四郎（席貸業）
- 大村勝次郎（果物・卵）
- 田子吉三郎（米穀）
- 柳谷よし（飲食物）
- 山崎久作（味噌・酒・醤油）
- 山本隆一（薪炭）
- 吹野フユ（酒・飲食物）
- 藤丸スマ（酒・煙草）
- 福島啓太郎（鉄地）
- 後藤秀三郎（米穀）

昭和3年（1928年）、西伯郡資力調査会編『西伯詳覧』には、前年度における営業収益税納入者と税額を記している。
- 加藤豊吉[5]（百五十八円四十銭）
- 入瀬善太郎（三十三円六十銭）
- 永見ヨシ（三十二円二十銭）
- 原田芳雄（二十八円五十六銭）
- 吹野正次（二十六円六十銭）
- 川上久三郎（二十三円八十銭）
- 北村正一（十九円六十銭）
- 山崎久作（十九円）
- 森川やす（十八円二十銭）
- 奥田浅一（十七円三十六銭）
- 赤井熊太郎（十六円八十銭）
- 周藤幸太郎（十五円八十二銭）
- 木村清太郎（十五円六十八銭）
- 堀井精（十四円）
- 米田はる（十四円）
- 中島悟棲（十一円六十二銭）
- 大村フス（十一円四十八銭）
- 大島熊太郎（十一円二十銭）
- 山本実次（十一円二十銭）
- 世良田鉄郎（十一円二十銭）

昭和9年（1934年）3月『米子商工案内-よなご―』（米子商工会議所編）によって、戦前の商工業の具体的状況をみる
- 株式会社米子運送店（運送・倉庫業、資本金三万円、代表・青戸兵次郎）
- 上田合名会社（果実・青物販売問屋、出資金五千円、上田得茂）
- 合資会社後藤屋米穀店（米穀販売業、出資金五千円、後藤秀三郎）
- 合資会社田子吉三郎商店（米穀販売業、出資金六百円、田子吉三郎）
- 合資会社田中組（土木請負並貸家業、出資金三万五千円）

### 商工会議所役員
- 岡房市（土木請負業）
- 野坂康久（幹事、食料品・化粧品販売業）

### 産業組合
- 有限責任信用購売利用組合伯耆農業倉庫（代表・名島嘉吉郎）

### 各種商工組合
- 米子履物商組合（代表・小泉清三郎）
- 米子漬物商組合（代表・山崎久作）
- 米子米油組合（代表・益尾吉太郎）

### 劇場
- 御幸座

### 球突場
- 米城軒、米子愛球倶楽部

### 事務所
- 鳥取県穀物検査所米子出張所

### 食事
- 日本料理 荒磯
- ほかけ船
- キング 米子店
- ときの家
- 手作りおばんざい 家庭料理の店 金の豚
- でべそ
- 寿庵
- エリクシール
- 蕗
- 魚菜屋
- スナック純江
- ピアノピアノ
- BOOK&CAFE SUGISHIMA

## その他
昭和6年（1931年）3月14日、万能町・周藤方より出火類焼六戸ニ及ビ損害五千圓ニ達ス。
昭和9年（1934年）3月1日、万能町・小泉清三郎方より出火損害五千圓。

## 世帯数・人口
- 大正12年（1923年）155・692[3]
- 昭和30年（1955年）188・775[3]
- 昭和40年（1965年）166・616[3]
- 昭和50年（1975年）148・406[3]

## 出身人物・ゆかりのある人物

### 実業家
- 加藤章 - 元加藤商事社長。元三井銀行総合研究所社長加藤裕の父。
- 小泉清三郎 - 元小泉商店代表社員